# دوكز دالتون
دوكز دالتون (بالإنجليزية: Dukes Dalton)‏ هو مصارع محترف أمريكي، ولد في 2 يونيو 1976 في بوسطن في الولايات المتحدة.

## روابط خارجية
- دوكز دالتون على موقع CageMatch worker (الإنجليزية)